# Nový Poddvorov
Nový Poddvorov (en allemand : Neupodworau) est une commune du district de Hodonín, dans la région de Moravie-du-Sud, en Tchéquie. Sa population s'élevait à 217 habitants en 2020.

## Géographie
Nový Poddvorov se trouve à 13 km à l'ouest de Hodonín, à 45 km au sud-est de Brno et à 227 km au sud-est de Prague.
La commune est limitée par Čejkovice au nord-est, par Starý Poddvorov au nord et à l'est, et par Prušánky à l'ouest.

## Histoire
La première mention écrite de la localité date de 1261.